# Lipastrotethya rhaphoxea
Lipastrotethya rhaphoxea är en svampdjursart som först beskrevs av de Laubenfels 1934.  Lipastrotethya rhaphoxea ingår i släktet Lipastrotethya och familjen Dictyonellidae.
Artens utbredningsområde är Puerto Rico. Inga underarter finns listade i Catalogue of Life.